# O’Higgins (1897)
O’Higgins – krążownik pancerny Marynarki Chile z przełomu XIX i XX wieku, zbudowany w Wielkiej Brytanii. Pojedynczy okręt tego typu. Służył ponad 50 lat, do 1958 roku, nie biorąc udziału w działaniach wojennych.

## Historia
Od lat 80. XIX wieku Chile zaczęło nabywać dla swojej marynarki wojennej nowoczesne krążowniki, przede wszystkim budowane w Wielkiej Brytanii. Początkowo były to krążowniki pancernopokładowe, lecz w lipcu 1895 roku zamówiono w stoczni Armstrong Mitchell (od 1897 roku: Armstrong Whitworth) w Elswick (dzielnica Newcastle upon Tyne) pierwszy krążownik pancerny „Esmeralda”, wodowany w 1896 roku. Napięcia w stosunkach z Argentyną spowodowały, że jeszcze przed jego wodowaniem, rząd Chile we wrześniu 1895 roku ogłosił przetarg na budowę kolejnego, większego krążownika pancernego. Stocznia Armstronga, specjalizująca się w budowie eksportowych krążowników, przedstawiła Chile sześć wariantów projektu, którego głównym projektantem był, tak jak poprzednio, sir Philip Watts. W toku negocjacji powiększono jeszcze wielkość okrętu  i ponownie zawarto z tą stocznią w marcu 1896 roku kontrakt na budowę okrętu. Koszt budowy wynosił 700 tysięcy funtów.
Stępkę pod budowę okrętu położono 4 kwietnia 1896 roku. Okręt wodowano 17 maja 1897 roku. Został oddany do służby 2 kwietnia 1898 roku. Mimo tego, w maju prowadzono jeszcze próby odbiorcze.

## Opis
Okręt był całkowicie odmienną konstrukcją od  poprzednio zaprojektowanej „Esmeraldy”, mając inne proporcje, skutkujące bardziej zwartą sylwetką i większą wypornością, pomimo mniejszej długości. Kadłub był gładkopokładowy, z dziobem taranowym. Na śródokręciu ciągnęła się jednokondygnacyjna pokładówka z nadbudówką dziobową z mostkiem oraz niewielką nadbudówką rufową. Wśród krążowników chilijskich okręt wyróżniały trzy cienkie, wysokie, położone blisko siebie kominy. Sylwetkę uzupełniały dwa palowe proste maszty, za nadbudówką dziobową i przed nadbudówką rufową. Według publikacji z epoki, kadłub dzielił się na 16 przedziałów wodoszczelnych.
Wyporność normalna okrętu była podawana jako 8500 ton angielskich. Wyporność standardowa według stanu na 1939 rok była określana na 7796 ton. Długość całkowita wynosiła 135,94 m, a między pionami 125,6 m, lecz podawane są również inne dane.